# Рута (фільварок)

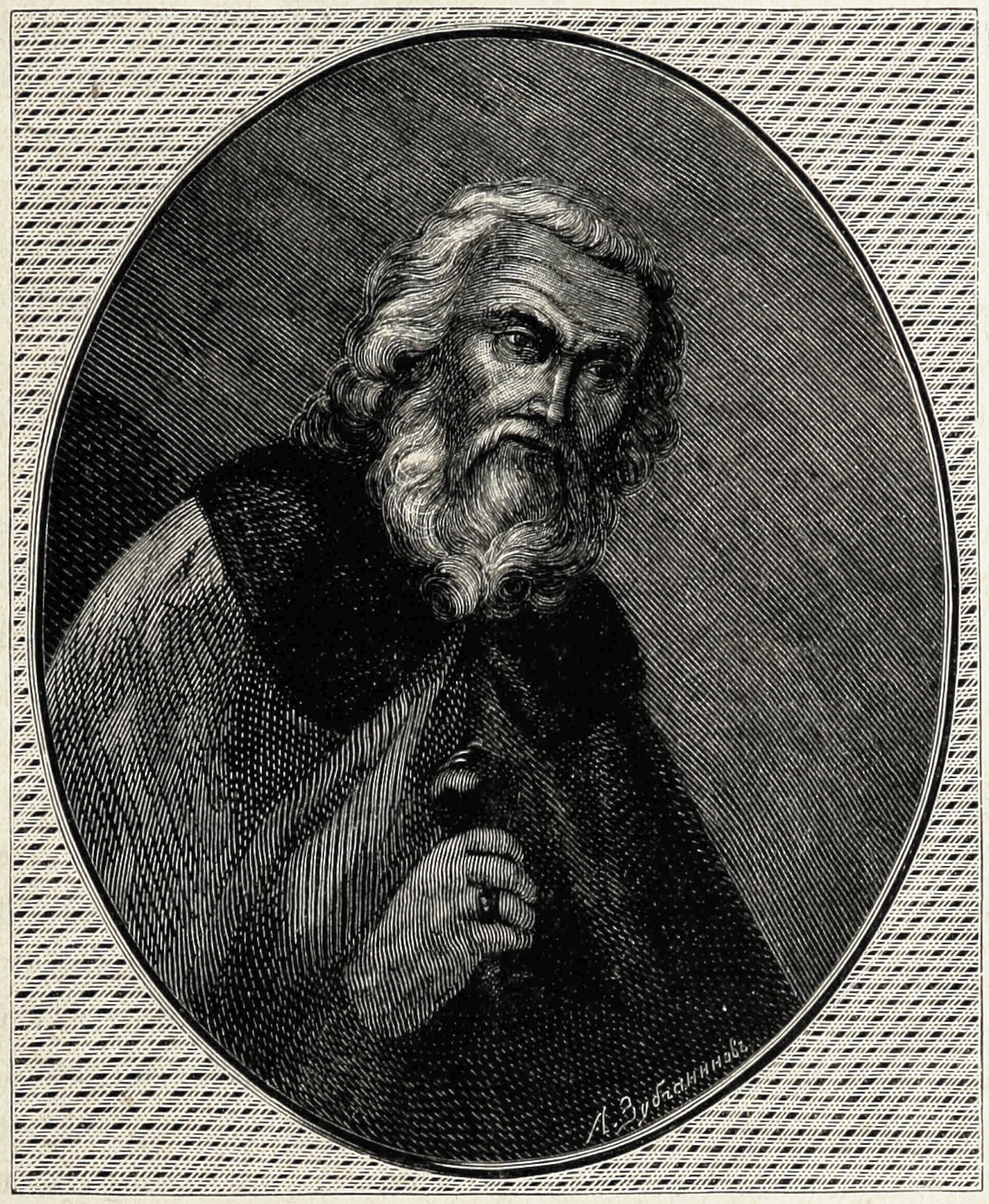
Йосиф Велямин Рутський, гравюра з ХІХ ст.

Рута, Бабнєво або Бабунєво (біл. Рута) — давній фільварок в давньому Новогрудському повіті.
Правдоподібно в Руті у 1574 році народився пізніший київський митрополит Руської Унійної Церкви Йосиф Велямин Рутський. На початку ХІХ ст. тут мешкав опікун Адама Міцкевича Медард Ростоцький. В Руті Міцкевич написав баладу «To lubię». Згадану багато разів поетом Руту, ототожнюють також із Дольною Рутою (нині Корелицький район Гродненської області).